# Bessie Davidson
Pour les articles homonymes, voir Davidson.
Bessie Davidson (Bessie Ellen) est une artiste peintre née le 22 mai 1879 à Adélaïde en Australie (South Australia ou Australie du Sud). Elle est morte à Paris, dans son atelier du no 40 de la rue Boissonade, le 22 février 1965.

## Biographie
Née dans une famille d'origine écossaise, Bessie Davidson a toujours cultivé la fierté de ses racines. On trouve parmi ses ascendants son arrière-grand-père William Gowan, sculpteur renommé. Sa grand-mère Frances Gowan était une artiste peintre.
Elle vit une enfance australienne et reçoit jusqu'en 1904 une formation de peintre avec sa professeure Margaret Preston.
À l'âge de 24 ans, elle obtient de son père l'autorisation d'aller poursuivre des études artistiques en Europe. Elle part en compagnie de Margaret Preston. Elle passe d'abord quelques mois à Munich où elle suit des cours à la Künstlerinner Verein, avant de pouvoir s'installer à Paris, son véritable but.
Elle fréquente à Montparnasse l'atelier de la Grande Chaumière où elle deviendra l'élève de René-Xavier Prinet. Elle y rencontre également Germaine Desgranges, la future madame Philippe Besnard, avec laquelle elle se liera d'une amitié qui dura jusqu'à la mort des deux amies. Elle figure en compagnie de la famille Desgranges sur le tableau de René-Xavier Prinet Portraits d'amis ou Réunion chez Desgranges.
De retour en Australie de 1907 à 1910, elle y peint et expose à la South Australian Society d'Adélaïde, puis revient à Paris en 1910.
Elle s'intègre très vite au milieu artistique du moment, celui de Maurice Denis, Albert Besnard, George Desvallières, Jacques-Emile Blanche, Lucien Simon, Emile-René Ménard, Aman-Jean, etc.
Son atelier, qu'elle conserve toute sa vie, est installé rue Boissonade. Elle a ultérieurement comme voisin de palier le peintre Raymond Legueult et, de l'autre côté de la rue, Conrad Kickert, peintre néerlandais qui reste toute sa vie profondément lié à Bessie.
Retournée visiter sa famille en Australie en 1914, elle y apprend sur le bateau le déclenchement de la Première Guerre mondiale et décide de repartir aussitôt « soutenir ses amis » en France. Elle s'engage alors dans la Croix-Rouge française et servira comme infirmière dans les hôpitaux militaires, notamment à l'Hôpital Molitor. C'est dans ces circonstances, qu'elle fait la connaissance de celle qui devient son mécène, son mentor et une compagne dans la vie, Marguerite Leroy, dite « Dauphine ». Cette dernière meurt en 1938.
La période 1918-1920 voit dans sa production des peintures en teintes douces (détrempe), des portraits, des fleurs, des intérieurs « où chaque objet, étoffe ou fauteuil, personnage même, reste discrètement à sa place et fait partie de l'intimité de l'ensemble ».
Elle obtient en 1918 une commande de l'État qui la charge de peindre un tableau devant orner le carré des officiers du cuirassé Bretagne qui fut coulé plus tard à Mers-el-Kebir.
En revanche, les années 1920 à 1938 sont marquées par une grande évolution et une abondante production pleine de vigueur, franchise et ampleur. C'est dans son atelier qu'elle reprend les esquisses réalisées en extérieur lors de ses séjours en Savoie (château de Villeneuve à Cognin, Talloires), sur la côte basque (Guéthary), en Normandie ou en Écosse, ou encore durant les voyages qu'elle fit en Autriche, Russie, Italie, Maroc et Suisse.
Bessie Davidson est vice-présidente du groupe des Femmes Artistes Modernes (FAM) de 1932 à 1936, groupe créé en 1931 par Marie-Anne Camax-Zoegger et exposant dans des lieux variés (Théâtre Pigalle en 1932, Maison de France en 1933 et 1934, Galerie Bernheim-Jeune en 1935 et 1936).
Les expositions et salons se succédent alors et Bessie Davidson expose aux côtés de Mary Cassatt, Olga Boznańska, Tamara de Lempicka, Mela Muter, Chana Orloff, Anita Conti, Marie Laurencin, Jacqueline Marval, Marie Bracquemond, Camille Claudel, Suzanne Valadon, etc. En 1929, elle présente ainsi au Salon des Tuileries la toile Chrysanthèmes et une Nature morte.
Jusqu'en 1939, ses apports aux divers salons et expositions prouvent la fécondité de son œuvre. Elle fut vice-présidente du Salon des Femmes Peintres et Sculpteurs, membre fondateur du Salon des Tuileries, membre du Salon de la Société nationale des beaux-arts, du Salon des indépendants, du Salon d'automne.
Durant la Seconde Guerre mondiale, elle est astreinte en tant que citoyenne britannique à séjourner dans la région de Grenoble, à La Tronche. Elle vit alors de sa peinture, qu'elle expose à Grenoble ainsi qu'à Lyon. Les toiles de cette époque sont "superbes, sa touche est forte, virile même, lumineuse et vivante".
Revenue à Paris, ses grandes toiles sont plus rares. Elle peint de préférence des extérieurs sur petits panneaux de bois (plus d'une centaine d'études). 1951 est la dernière année où elle participe à un salon et marque, pratiquement, la fin de sa production de tableaux de grand format.
Elle meurt à Paris le 22 février 1965.

## Vie privée
Elle a été la marraine de la fille de Philippe Besnard et de la fille de Conrad Kickert.

## Reconnaissances
C'est en tant que peintre qu'elle est décorée en 1931 de la Légion d'honneur : « à titre artistique » et c'est l'artiste, notamment la cofondatrice du Salon des Tuileries, qui est récompensée.
Bessie Davidson n'a guère cherché le succès. « Grande Dame » pleine de noblesse et de générosité, elle fut aussi une grande artiste : son œuvre reste celle d'une intransigeante écossaise née en Australie et imprégnée de culture française.

## Œuvre
Les musées de Canberra, Adélaïde, Édimbourg, Kirkcaldy, La Haye, et, en France, Paris, Rouen, Beaune, Belfort, Roubaix (La Piscine) et Saint-Jacques-des-Blats (aux Chazes) possèdent quelques-unes de ses œuvres
- Portraits :
  - Elizabeth Johnson, c. 1894
  - Portrait of Miss G.R., 1906, Adelaide, Art Gallery of South Australia, Adelaide (Elder Bequest Fund)
  - David Davidson, 1908
  - André Foulon de Vaulx, 1913, coll. part.
  - Famille Desgranges, 1922
  - Félix Desgranges, coll. part.
  - Alberte Desgranges, coll. part.
  - Monsieur Migaud, coll. part.
  - Plusieurs autoportraits dont Self-portrait, 1909, Adelaide, Art Gallery of South Australia, Adelaide (Gift of Margaret (Mrs Klasen) and Sybil de Rose 1992)
- Extérieurs :
  - Venice, 1910, Venise, coll. part.
  - Mother and child, 1914, Medindie, Adelaide, Art Gallery of South Australia, Adelaide (Gift of Margaret (Mrs Klasen) and Sybil de Rose 1992)
  - Neige Château d'Oex (Suisse), fin années 1930, Suisse, Art Gallery of South Australia, Adelaide (Bequest of the artist 1966)
  - Le Bain de Montgomery, Castillon, ca 1948[6]
- Intérieurs :
  - An interior, 1920, Paris, Art Gallery of South Australia, Adelaide (Gift of Mrs C.Glanville 1968)
- Natures mortes :
  - Le Faisan, 1939, musée des Chazes (France, Cantal)
  - Le Fauteuil vert, 1937, musée des Chazes (France, Cantal)
  - Magnolias, années 1940, Paris, Art Gallery of South Australia, Adelaide (Bequest of the artist 1966)
  - Nature morte , sans date, Musée des beaux-arts de Beaune

## Salons
- Salon des artistes français, Paris (Grand Palais) : 1905
- Salon de la Société nationale des beaux-arts, Paris (Grand Palais) : 1906, 1911, 1912, 1913, 1914, 1919, 1920, 1921, 1922, 1928
- South Australia Society of Arts, Adélaïde : 1907, 1908, 1909
- Salon des Tuileries, Paris : 1923, 1924, 1925, 1926, 1929, 1930, 1931, 1932, 1933, 1934, 1936, 1937, 1938, 1939, 1945, 1946, 1947, 1948, 1951
- Salon des indépendants, Paris : 1937, 1938, 1939, 1945, 1946, 1947, 1948, 1950, 1951
- Salon d'automne, Paris : 1938
- Salon des Femmes Peintres, Paris : 1938
- Le Salon (réunion du salon des Tuileries, Salon d'automne, Salon des artistes décorateurs), Paris : 1940
- Union des femmes peintres et sculpteurs : 1946, 1947, 1948, 1951

## Expositions
- 1922-1923, Carnegie Institute, Pittsburgh, (Le livre vert, Intérieur)
- 1924, Galerie Devambez (Groupe La Cimaise)
- 1929, Galerie Ecalles, Paris (63 toiles)
- 1931, Galerie Legrip, Rouen
- 1932, 1933, 1934, 1935, 1936 : Femmes Artistes Modernes (FAM), Théâtre Pigalle, Maison de France, Galerie Bernheim-Jeune[7].
- 1938, Petit Palais, Vingt-huitième Groupe des Artistes de ce temps (avec Kees van Dongen, Mela Muter, Philippe Besnard)
- 1942, Galerie Saint-Louis, Grenoble
- 1942, Galerie Solution, Lyon
- 1999, Ambassade d'Australie, Paris (rétrospective, environ 60 toiles)